# ESCP Business School
L'École supérieure de commerce de Paris (ESCP) est une grande école de commerce française et un établissement d'enseignement supérieur consulaire de droit privé à capitaux publics[source insuffisante] situé dans le 11e arrondissement de Paris. L'école, fondée en 1819, est considérée comme la doyenne mondiale des écoles de commerce et de gestion. Elle est implantée à Paris, Londres, Berlin, Madrid, Turin et Varsovie.
L'établissement dispense un enseignement dans le domaine des sciences économiques, sociales et de management. Des enseignements de droit, de finance, de gestion des ressources humaines, de communication, de marketing, de management culturel et de création d’entreprise sont également proposés. Le groupe ESCP propose ainsi un grade de master à travers son cursus « Grande École » post-préparatoire, un bachelor in business administration (BBA), des mastères spécialisés ainsi qu'un diplôme de master of Business Administration (MBA).
L'ESCP est citée comme l'une des meilleures écoles de commerce en France et dans le monde pour ses diplômes d'établissements de Master en management et de MBA, dans des revues grand public comme le Financial Times, Le Figaro étudiant, L’Étudiant. En France, elle côtoie dans les classements HEC, l'ESSEC, l'EDHEC et l'EM Lyon, l'ESCP y étant placée de la deuxième à la troisième place selon les publications,,

## Histoire

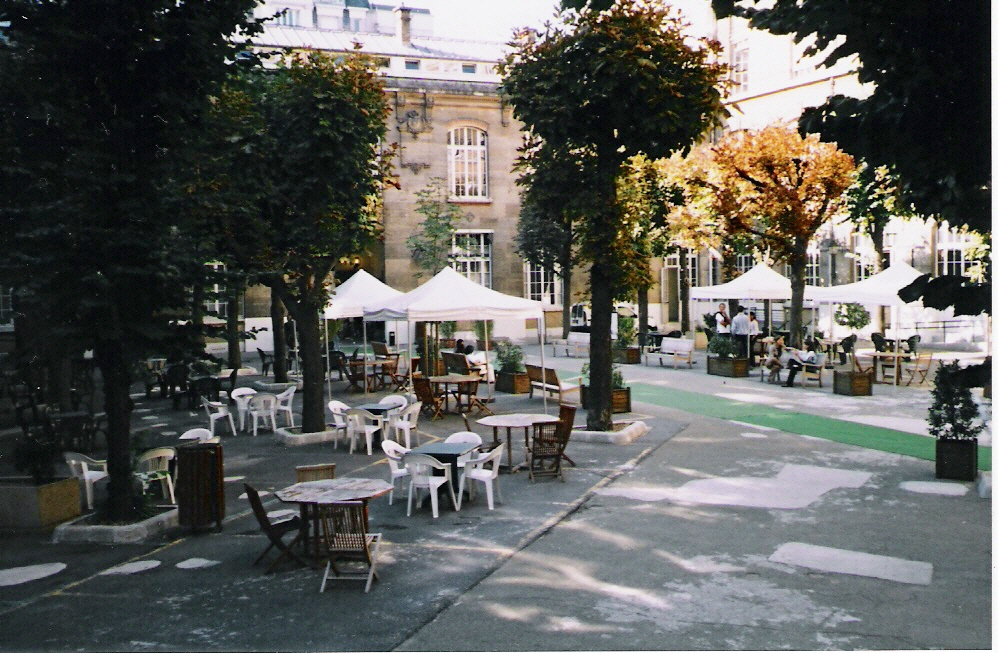
ESCP Business School.

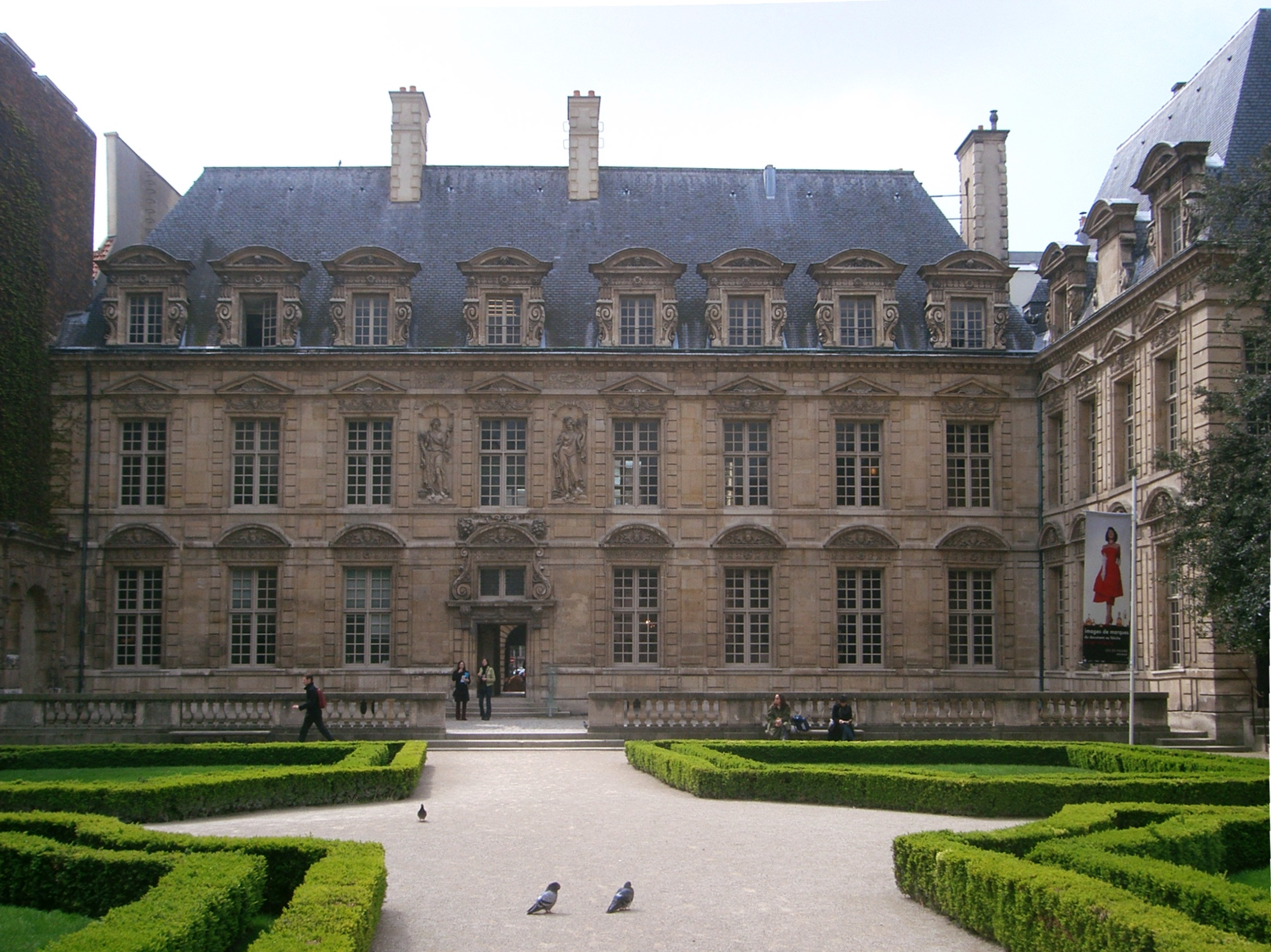
Hôtel de Sully.

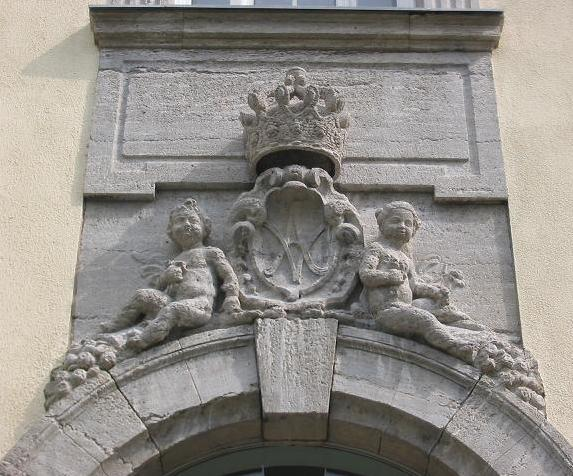
Fronton de l'ESCP Berlin, Heubnerweg 8-10.

### École supérieure de commerce de Paris
Fondée sous le nom d'École spéciale de commerce et d'industrie en 1819 par deux anciens soldats de Napoléon, Germain Legret et Amédée Brodart, elle est la plus ancienne des écoles de commerce au monde. Les deux fondateurs s'inspirent du projet de Vital Roux qui était de créer une pédagogie construite sur la base d’opérations de commerce simulées, selon une progression dans la complexité des affaires enseignées. L'un des fondateurs de l'école, Germain Legret, avait d'ailleurs ouvert deux autres écoles de commerce à Paris, la première en 1815 et la seconde en 1818. Ces deux écoles avaient cependant fermé leurs portes rapidement. De fait, le programme pédagogique de cette école comprend à ses débuts un enseignement général en écriture, en langues étrangères, arithmétique et géographie, ainsi que des enseignements de spécialités propres à cette école : tenue des livres, comptabilité, règles et usages du commerce. En outre, des exercices et travaux pratiques sont proposés aux élèves. Il s’agit, selon la pédagogie imaginée par Vital Roux, de les confronter à des situations concrètes. De cette façon — après leur avoir inculqué les techniques et éléments rudimentaires du monde des affaires — les élèves sont mis en situation de gérer une maison de commerce ayant plusieurs boutiques et des produits multiples. Ils doivent ensuite faire de même en changeant d'échelle ; cette fois-ci dans un cadre international. Ces exercices préfigurent la pédagogie basée sur l'étude de cas, aujourd'hui utilisée dans la plupart des écoles de commerce à travers le monde.
Elle réussit assez vite à attirer des étudiants internationaux. À titre d'exemple, la promotion de 1824 comprend 118 élèves, dont 36 étrangers : 7 Espagnols, 2 Havanais, 5 Brésiliens, 5 Hollandais, 4 Allemands, 2 Grecs, 2 Portugais, 2 Américains, 2 Chiliens, 1 Savoyard, 1 Italien, 1 Suédois, 1 Russe et 1 Haïtien. Toutefois, elle n'est pas la seule école de commerce ouverte aux profils internationaux : d'autres écoles de commerce ainsi que certaines écoles polytechniques formant des étudiants au commerce accueillent aussi des étrangers dès le début du dix-neuvième siècle en Europe,.
L'institution s'attache à diffuser, dans la France de l'époque, les principes de l'économie politique et de la liberté commerciale. Elle forme, dès les années 1820, des entrepreneurs.
Elle est la première des grandes écoles de commerce « nées de la révolution industrielle et de la volonté de la bourgeoisie marchande et banquière d'instaurer une formation aux affaires ». On retrouve aussi dans les textes fondateurs de l'ESCP une ambition patriotique. Elle se doit, tout comme les autres écoles de commerce créées par la suite en France, d’être un instrument de développement économique du pays contre ses adversaires, d’abord l’Angleterre puis l’Allemagne.
En 1825, les industriels Jean-Baptiste Say et Jean-Antoine Chaptal font partie du conseil de perfectionnement. Adolphe Blanqui, de l'Institut, devient le directeur de l'établissement de 1830 à 1854. Disciple de Jean-Baptiste Say, il accélère, sur ses fonds propres, le développement de l'école, qui doit déménager deux fois en deux ans pour faire face à l'augmentation du nombre d'élèves venant grossir ses rangs. Sous sa direction, l'ESCP se développe. Après le décès de Blanqui, c'est Gervais de Caen, son adjoint, qui lui succède à la tête de l'établissement jusqu'à sa mort brutale en 1868. Jeanne Blanqui en hérite, qui n'a alors que 17 ans, et n'a d'autre choix que de la céder à la chambre de commerce. Dans le même temps, les élèves de l'École se voient retirer le droit de sortir en uniforme par le Ministère à la suite de la participation de certains d'entre eux à des échauffourées lors d'une sortie à Vincennes.
Jusqu’en 1871, l’enseignement est organisé en « comptoirs » (années) — les spécialisations naissent ensuite. La section de Navigation Maritime apparait en 1908, la section coloniale en 1913 et la section hôtelière en 1916.
L'École spéciale de commerce et d'industrie de Paris s’établit d'abord dans les locaux de la banque Laffitte, rue de Grenelle-Saint-Honoré, qui l'héberge, avant de s’installer à l’hôtel de Sully. Puis, sous le nom de École supérieure de commerce, elle s'implante au 47 rue des Tournelles de 1830 à 1832, puis au 59 boulevard Beaumarchais de 1832 à 1838 et enfin au 102 rue Amelot. Finalement, le 3 octobre 1898, l'école s'installe dans ses nouveaux locaux du 79 avenue de la République, à Paris — adresse qu'elle occupe toujours aujourd'hui. Ce site abrite donc des bâtiments fin XIXe siècle, ainsi qu'un immeuble plus récent, édifié en 1970, par l'architecte d'origine suisse Léonard Morandi.
C'est à cette époque que l’École supérieure de commerce de Paris commence à former des entrepreneurs, d’abord avec quelques cours spécialisés avant d’ouvrir des mastères spécialisés en entrepreneuriat dans les années 1990. L'école construit même une identité organisationnelle entrepreneuriale à partir des années 1990, identité toujours active dans les années 2020.

### ESCP Business School
En 1999, ESCP et l’EAP fusionnent pour donner naissance à ESCP-EAP European School of Management, à l’initiative de la Chambre de commerce et d'industrie de Paris (CCIP), à laquelle elles appartiennent toutes les deux, qui deviendra ESCP Europe le 9 avril 2009.
Le 1er janvier 2018, ESCP Europe prend le statut d'Établissement d'enseignement supérieur consulaire, à but non lucratif, ce qui lui confère une personnalité morale de droit privé, juridiquement autonome de la Chambre de Commerce et d’Industrie Régionale de Paris Île-de-France.

## Statut et organisation
ESCP est depuis 2018 un Établissement d'enseignement supérieur consulaire, dont le principal actionnaire est la CCIR Paris Île-de-France et les deux actionnaires minoritaires l'Association des Anciens ESCP et la Fondation ESCP. La diminution des subventions publiques via la CCIR a amené ESCP à se développer fortement entre 2015 et 2020.[réf. nécessaire]

## Programmes
Bachelor

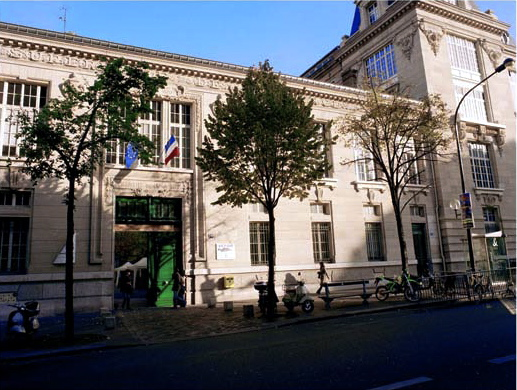
Campus de Paris.

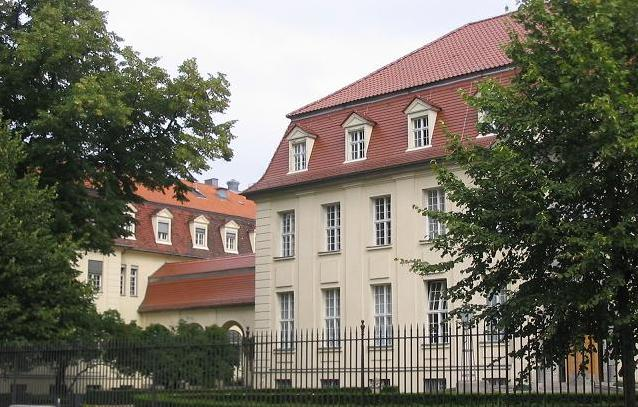
Campus de Berlin.

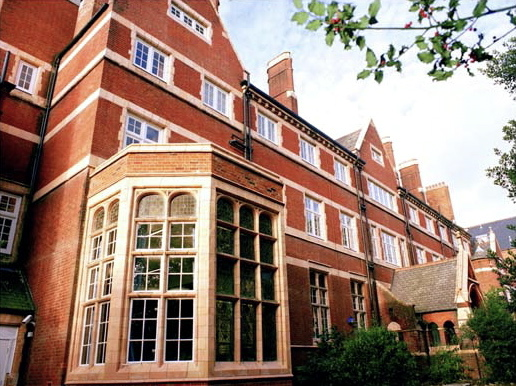
Campus de Londres.

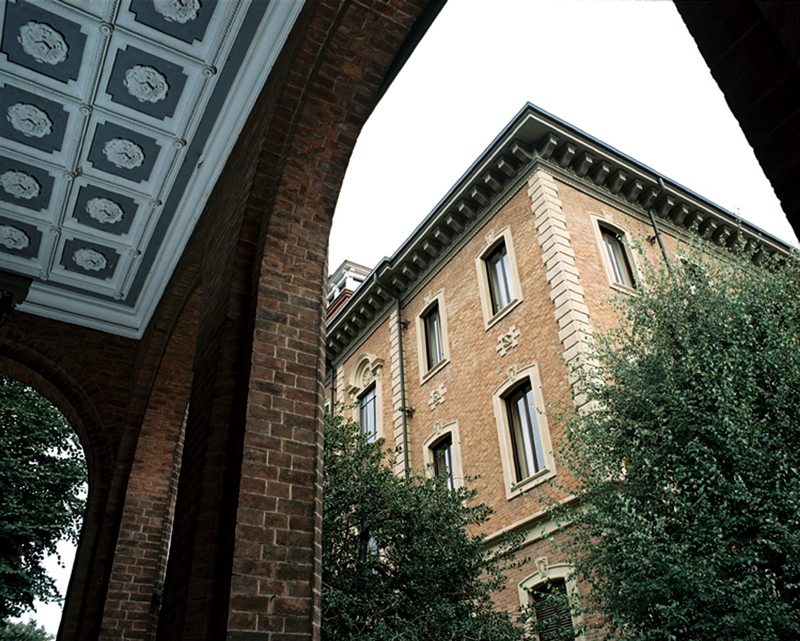
Campus de Turin.

Le programme Bachelor in Management (BSc) se positionne comme un programme en « 3 ans - 3 pays », visé à la fois en France par le Ministère de l'enseignement supérieur, de la recherche et de l’innovation et en Allemagne par le Sénat de Berlin.
Le programme a été classé 1er des Bachelors en 3 ans d'écoles de commerce par Le Parisien en 2020.

### Master in Management
Le MIM fondé en 1819 est le programme historique de ESCP Business School, les candidats, admis sur concours après une classe préparatoire ou sur dossier après un diplôme universitaire, représentent 70 nationalités. Ce programme est classé deuxième en France par le Financial Times et quatrième dans le monde. Le parcours académique se déroule sur deux à quatre ans, en fonction du niveau d'admission (Bac+2 ou Bac+3) et de la durée des stages en entreprises.
- European Master of Science in Management grade universitaire post-graduate conféré par The City University, London ;
- Diplom-Kaufmann/-Kauffrau un diplôme d’État visé en Allemagne ;
- Laurea Magistrale in Economia reconnu au niveau Bac+5 en Italie ;
- Master Europeo en Administración y Dirección de Empresas conféré par l'Universidad Carlos III de Madrid.

### Le MBA in International Management
Le MBA in International Management est une formation qui a reçu le « EFMD Accredited Programme[source insuffisante] » en 2019 pour cinq ans.

### Executive MBA
L’Executive MBA a reçu le « EFMD Accredited Programme » en 2019 pour cinq ans.

### Mastères spécialisés et MSc
Ces programmes sont principalement accessibles aux étudiants ayant déjà acquis un master ou ayant un bachelor avec au minimum 3 ans d’expérience professionnelle.
En 2017, l'école lance l'Executive Master in International Business (EMIB), le premier diplôme 100 % en ligne de l'école.
En 2020, son Master in Finance est classé deuxième meilleur au monde par le Financial Times.

## Classements
L'ESCP est généralement classée dans les toutes premières écoles de commerce de France et d'Europe,,. Avec un salaire annuel brut hors primes en France de 55 480€ en moyenne en 2023, il s'agit de l'école de commerce française la plus rémunératrice, devant l'EDHEC Business School (53 700€) et HEC Paris (52 863€).

## Organisation

### Anciens directeurs
(janvier 2024).
Si vous disposez d'ouvrages ou d'articles de référence ou si vous connaissez des sites web de qualité traitant du thème abordé ici, merci de compléter l'article en donnant les références utiles à sa vérifiabilité et en les liant à la section « Notes et références ».
- 1830-1854 : Adolphe Blanqui[34] ;
- 1999-2006 : Jean-Louis ScaringellaP[35] ;
- 2006-2012 : Pascal Morand[36] ;
- 2012-2014 : Édouard Husson ;

### Budget
Un système de bourses et d'exemption partielle des frais de scolarité permet qu'aucun élève des différents programmes ne puisse accéder à l'école pour des questions financières et à compter de la rentrée 2021, la scolarité des boursiers (échelons 4 à 7) sera entièrement prise en charge par l’école.[réf. nécessaire]

### Campus
Cette section ne s'appuie pas, ou pas assez, sur des sources secondaires ou tertiaires indépendantes du sujet. Le texte peut contenir des analyses inexactes ou inédites de sources primaires.
Pour l'améliorer, ajoutez-en, ou placez des modèles {{Source secondaire souhaitée}} ou {{Source secondaire nécessaire}} sur les passages mal sourcés. (mars 2023)

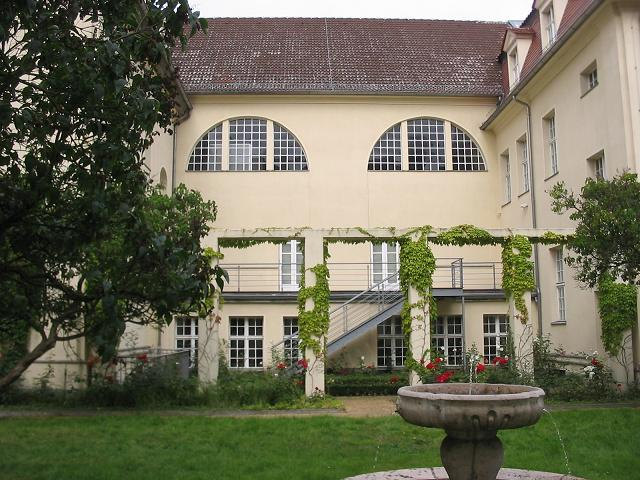
ESCP Berlin.

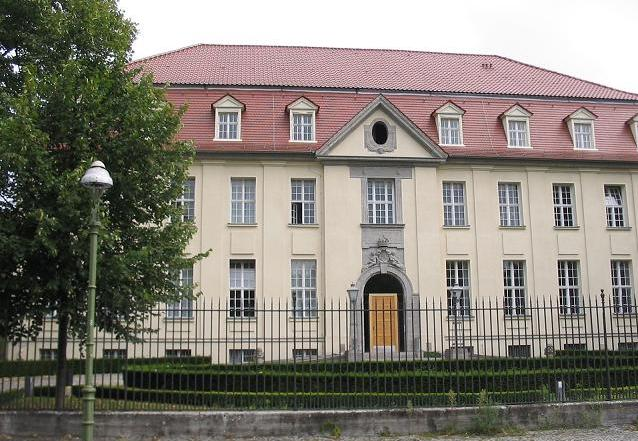
ESCP Berlin.

ESCP Business School est un établissement qui dispose de plusieurs campus, fruit de sa fusion avec l'EAP en 1999.
Tous les étudiants circulent entre les différents campus et reçoivent tous le diplôme de la même institution, reconnu par les instances nationales des différents pays d'Europe où l'école est établie.
- En France, ESCP Business School est membre de la Conférence des grandes écoles. L'école est située dans le XIe arrondissement de Paris, à proximité du quartier Oberkampf (métro Rue Saint-Maur) et dans le XV à côté de la gare Montparnasse ;
- Au Royaume-Uni, l'école est membre de l’Association des Écoles de Commerce. ESCP Business School est située dans le quartier de Hampstead, à Londres ;
- En Espagne, le campus de Madrid se situe dans le quartier résidentiel de Puerta de Hierro, près de l’université de Madrid ;
- En Allemagne, l’école est une Wissenschaftliche Hochschule qui relève du système d’enseignement supérieur allemand[source secondaire souhaitée]. Elle est située près du château Charlottenburg à Berlin ;
- En Italie, le campus de Turin a ouvert en mars 2004, en partenariat avec la Faculté d'économie de l'université de Turin qui accueille les locaux de ESCP Business School. En Italie, l'école est désormais reconnue comme une Université étrangère[38]. Un parcours d'ingénieurs - managers a été mis en place avec l'École polytechnique de Turin, l'une des plus anciennes et prestigieuses écoles d'ingénieurs d'Italie ;
- En Pologne, le campus de Varsovie est hébergé par l'université Koźmiński.
- Aux Émirats arabes unis, le campus de Dubaï est ouvert en 2022 et décerne un Master of Science (MSc) en Big Data et Business Analytics[39].

### Frais de scolarité
Avec le désengagement financier des Chambres de commerce, les frais de scolarité ont crû, comme dans les autres écoles de commerce. Pour la rentrée 2025, ceux-ci varient selon les formations de 19 200 à 35 400 euros.

## Partenariats en France

### Sorbonne Alliance
En 2020, ESCP rejoint Paris 1 Panthéon-Sorbonne et Paris 3 Université Sorbonne-Nouvelle pour fonder Sorbonne Alliance[source secondaire souhaitée] et constituer une structure de recherche sur les sciences humaines, de formation et de services aux étudiants à échelles nationale et européenne.

### Accords avec des universités
Les étudiants ont la possibilité de poursuivre, en parallèle de leurs études à ESCP Business School, des formations dans les universités suivantes :
- L'École doctorale Économie, organisations, société de l'université Paris X - Nanterre avec l'ENA, l'École polytechnique et l'École nationale supérieure des mines de Paris : Master recherche en « Management des organisations et politiques publiques » ;
- L’Université Paris Nanterre, l’École des mines : Master recherche en sciences financières ;
- L'université Panthéon-Sorbonne : Cursus en mathématiques appliquées, en économétrie, et en finance;
- L'université Paris-Saclay – Faculté Jean Monnet de Sceaux : Master 2 Business, Tax and Financial Market Law ;
- La Sorbonne Université : Master 2 Juriste d'affaires et Master 2 en Droit des produits et marchés financiers ;
- L'Université Sorbonne Paris Nord

### Accords avec des écoles d'ingénieurs
Les étudiants de ESCP Business School, peuvent obtenir un double diplôme avec plusieurs écoles d'ingénieurs :
- Centrale Supélec ;
- ENSAE (Engineering - Economics/Statistic) ;
- l'École spéciale des travaux publics, du bâtiment et de l'industrie (ESTP Paris)
- Mines Paris (Engineering) ;
- Saint Cyr (uniquement réservé aux étudiants français).

En Italie, ESCP Business School s'est associée à l'École polytechnique de Turin pour monter un programme commun de master en sciences de l'ingénieur. D'une durée de trois ans, ce programme est destiné à des étudiants déjà titulaires d’un diplôme d’ingénieur de premier degré. Au terme du cursus, les étudiants obtiennent un Laurea magistrale in Ingegneria Gestionale du Politecnico di Torino et le diplôme Grande École de ESCP Business School.

### Accords avec d'autres types d'écoles
- Les étudiants du cursus Master in Management de ESCP Business School peuvent aussi obtenir un double diplôme des écoles suivantes : Institut Français de la Mode (fashion management) et Ferrandi Paris (Hotel management) ;
- Par ailleurs, les étudiants peuvent postuler au programme Prep'ENA Sorbonne.

### Autres partenariats
- ESCP est la première école[source secondaire souhaitée] de commerce à devenir membre à part entière de l'European University Association ;
- ESCP Business School a signé une convention de partenariat avec l'École nationale d'administration[43] pour concevoir et développer des programmes de formation initiale et continue pour la conduite des affaires publiques et privées ;
- Depuis 2009, les étudiants du MS Droit et Management International assistent, sur le Campus ESCP Business School de Londres, à des cours et des conférences organisés en partenariat avec la City Law School[source secondaire souhaitée] ;
- L'École normale supérieure lettres et sciences humaines de Lyon et l'ESCP Business School ont signé un accord pour permettre à leurs élèves respectifs de poursuivre leur formation dans l'institution partenaire[source secondaire souhaitée] ;
- ESCP Business School organise une formation pour les élèves commissaires priseurs en partenariat avec l'École du Louvre[source secondaire souhaitée].

## Partenariats internationaux
Cette section ne s'appuie pas, ou pas assez, sur des sources secondaires ou tertiaires indépendantes du sujet. Le texte peut contenir des analyses inexactes ou inédites de sources primaires.
Pour l'améliorer, ajoutez-en, ou placez des modèles {{Source secondaire souhaitée}} ou {{Source secondaire nécessaire}} sur les passages mal sourcés. (novembre 2022)

### Partenaires des pôles européens
- City University à Londres ;
- Université de Turin ;
- Université Carlos III à Madrid.

### Partenariat avec OpenAI
Sous l'impulsion de Léon Laulusa, ESCP Business School a conclu un partenariat avec OpenAI en octobre 2024 pour intégrer l'IA dans ses méthodes d'enseignement et ses processus administratifs, visant à améliorer l'expérience étudiante, personnaliser l'apprentissage et automatiser certaines tâches administratives,.

## Personnalités liées

### Étudiants
Nombre d'étudiants à l'année (tous diplômes confondus), répartis entre les six campus de l'ESCP Business School. Particularité de cet établissement multiculturel : moins de la moitié des étudiants sont français. Les autres viennent du reste de l'Europe, mais également d'Asie, d'Afrique, du Moyen-Orient ou d'Amérique[source secondaire souhaitée].
Sont notamment passés par les salles de classe de ESCP Business School :

#### Politiques
- Michel Barnier (Premier ministre français, négociateur en chef du Brexit pour l'Union européenne, ancien commissaire européen, ancien ministre des Affaires étrangères, de l'Agriculture et de l'Environnement) ;
- Jean-Louis Destans (diplomate, ex-président du conseil général de l'Eure) ;
- Rémi Féraud (sénateur, ex-maire du 10e arrondissement de Paris) ;
- Laurent Jacobelli ;
- Jean-Pierre Lecoq (maire du 6e arrondissement de Paris) ;
- Pierre Lévy (diplomate) (directeur de l'Union européenne au ministère des Affaires étrangères ancien ambassadeur de France en République tchèque) ;
- Roxana Maracineanu (ex-ministre française des Sports de 2020 à 2022) ;
- Jean-Pierre Raffarin (Premier ministre français de 2002 à 2005, ex-sénateur de la Vienne) ;
- Christian Saint-Étienne (économiste et homme politique) ;
- Frédéric Salat-Baroux (secrétaire général de la présidence de la République française de 2005 à 2007, conseiller d'État) ;
- Stéphane Valeri (homme politique monégasque) ;
- François Zocchetto (ex-sénateur).

#### Dirigeants d'entreprise
- Patricia Barbizet (PDG de Christie's, vice-présidente du conseil de surveillance du groupe Kering, administrateur référent de Total) ;
- Soazig Barthélemy (entrepreneure sociale et fondatrice du festival Empow'Her) ;
- Bertrand Dumazy (PDG Edenred) ;
- Thierry de La Tour d'Artaise (PDG SEB) ;
- Jacques Lavie (fondateur de la société BnbLord)[46] ;
- Renaud de Lesquen (CEO de Givenchy)[47],[48] ;
- Patrice Louvet (en), (PDG de Ralph Lauren) ;
- Véronique Morali (présidente de Fimalac) ;
- Caroline Parot (présidente du directoire d'Europcar) ;
- François Pauly (CEO du groupe Edmond de Rothschild) ;
- Farid Chedid (PDG Ascoma)[49];
- Alexandre Ricard (président de la société Ricard) ;
- Karine Schrenzel (PDG 3 Suisses) ;
- Patrick Thomas (gérant Hermès).

#### Personnalités des médias, de l'édition et de la culture
- Martin Ajdari (secrétaire général de France Télévisions) ;
- Christophe Barbier (directeur de la rédaction de L'Express) ;
- Philippe Gloaguen (dirigeant/fondateur du Guide du routard) ;
- Laurent-Eric Le Lay (PDG d'Eurosport) ;
- François Morinière (DG de L'Équipe) ;
- Arnaud Nourry (PDG Hachette Livres) ;
- Arnaud de Puyfontaine (PDG de Vivendi) ;
- Arthur Teboul (chanteur et parolier du groupe Feu! Chatterton) ;
- Leila Slimani (journaliste et écrivaine).

#### Créateurs d'entreprise
- François Lemarchand (dirigeant/fondateur de Nature et Découvertes) ;
- Antoine Riboud (1919-2002) (fondateur de Danone) ;
- Augustin Paluel-Marmont (cofondateur de Michel et Augustin) ;
- Michel de Rovira (cofondateur de Michel et Augustin) ;
- Christian Latouche (fondateur de Fiducial) ;
- Édouard Salustro (1929-2013) (fondateur du cabinet Salustro) ;
- Stéphane Distinguin (fondateur et président de Fabernovel) ;

#### Enseignants et chercheurs
- Agnès Bénassy-Quéré (directrice du CEPII) ;
- Olivier Blanchard (chef économiste du FMI de 2008 à 2015, ancien directeur du département d'économie du Massachusetts Institute of Technology) ;
- Christine Musselin (directrice scientifique de l'Institut d'études politiques de Paris) ;
- Michel Wieviorka (directeur d'études à l'EHESS).

#### Dirigeants associatifs
- Roger Cukierman (ex-président du CRIF, vice-président du Congrès juif mondial et trésorier de la Fondation pour la mémoire de la Shoah).

#### Sportifs
- Valérie Barlois (championne olympique d'escrime) ;
- Érik Boisse (champion olympique d'escrime) ;
- Stéphane Diagana (champion du monde d’athlétisme) ;
- Brice Guyart (champion olympique de fleuret) ;
- Mickaël Landreau (footballeur international).

## Recherche

### Centres de recherche
- Centre d'étude des transferts de technologies et des processus d'innovation ;
- Centre d’étude et de recherche Amérique Latine-Europe ;
- Centre de recherche en distribution et commerce électronique ;
- Centre de Recherche en Management et Histoire Financière ;
- Centre de recherche en philosophie économique ;
- Centre de recherche en management public ;
- Centre de Recherches sur l’Individu et la Société Hypermodernes (CRISHYP) ;
- Centre d'Études et de Recherches Sociologiques (CERS) ;
- RFID European Lab.

### Chaires de recherche
à Paris :
- Finance de marché - stratégie d'investissement et d'arbitrage (avec OTCex Group) ;
- Stratégie des risques et Performance (en partenariat avec KPMG) ;
- Entrepreneuriat (en partenariat avec Ernst & Young) ;
- Santé (en partenariat avec Johnson & Johnson) ;
- Contrôle interne et maîtrise des activités (en partenariat avec IFACI) ;
- Marketing et Communication ;
- Dirigeance d'entreprise ;
- Transformation et innovation financière avec BNP Paribas CIB, créée en 2013.

à Berlin :
- Finance ;
- Management international et stratégique ;
- Marketing international ;
- Marketing ;
- Organisation & recherche empirique ;
- Management des ressources humaines & leadership interculturel ;
- Économie ;
- Systèmes d'information ;
- Institut pour la gestion de l'environnement.